# Anjīdān
Anjīdān (persiska: انجیدان) är en ort i Iran.   Den ligger i provinsen Khorasan, i den nordöstra delen av landet, 700 km öster om huvudstaden Teheran. Anjīdān ligger 1 154 meter över havet och antalet invånare är 181.
Terrängen runt Anjīdān är platt. Runt Anjīdān är det ganska tätbefolkat, med 56 invånare per kvadratkilometer. Närmaste större samhälle är Nīshābūr, 5,9 km norr om Anjīdān. Omgivningarna runt Anjīdān är i huvudsak ett öppet busklandskap.